# Малое Линяково
Малое Линяково — деревня в Усть-Кубинском районе Вологодской области.

## Описание
Входит в состав Высоковского сельского поселения (с 1 января 2006 года по 9 апреля 2009 года входила в Митенское сельское поселение), с точки зрения административно-территориального деления — в Митенский сельсовет.
Расстояние до районного центра Устья по автодороге — 26 км, до центра муниципального образования Высокого по прямой — 10 км. Ближайшие населённые пункты — Сергеевское, Погост Лука, Зубарево, Прилуки, Малая Верхотина.
По данным переписи в 2002 году постоянного населения не было.